# Cantonul Toulouse-4
Cantonul Toulouse-4 este un canton din arondismentul Toulouse, departamentul Haute-Garonne, regiunea Midi-Pyrénées, Franța.